# Capelinhos
Il Capelinhos (che significa "piccolo cappello") è un vulcano monogenetico situato sulla costa occidentale dell'isola di Faial, nell'arcipelago portoghese delle Azzorre. È parte del più ampio complesso vulcanico denominato "Capelo", che include 20 coni vulcanici e campi di lava allineati da ovest-nordovest a est-sudest con la caldera del vulcano Caldeira. Dal punto di vista geologico può essere considerato il punto più occidentale d'Europa, in quanto sebbene vi siano altre isole delle Azzorre più a ovest di Faial, queste sono situate sulla placca nordamericana.
L'ultima eruzione del Capelinhos è durata per 13 mesi (dal 27 settembre 1957 al 24 ottobre 1958) provocando un aumento di estensione di Faial di 2,4 km², dando vita a 300 eventi sismici, distruggendo 300 abitazioni e facendo emigrare circa 2.000 persone verso gli Stati Uniti e il Canada.

## Geologia
Il Capelinhos è localizzato lungo il complesso vulcanico del Capelo e la sua composizione geologica vede prevalere la roccia basaltica.
L'eruzione sottomarina che iniziò nel 1957 fu di tipo surtseiano, nome che deriva dall'eruzione dell'isola islandese di Surtsey. Il vulcanologo portoghese Victor Hugo Forjaz sostiene però che andrebbe battezzata come "eruzione capeliniana" in quanto si verificò cinque anni prima della suddetta eruzione in Islanda.
Il Capelhinos, nel 2022, è stato incluso dalla International Union of Geological Sciences (IUGS) nella lista dei 100 siti geologici più importanti al mondo.

## Storia
L'eruzione del Capelinhos rappresenta il primo caso in cui un'eruzione vulcanica sottomarina viene documentata dall'inizio alla fine, questo grazie al fatto che l'isola di Faial era già al tempo abitata e con buoni mezzi di comunicazione. Fu l'ingegnere Frederico Machado, Direttore del Dipartimento dei Lavori Pubblici, il primo a captare l'inizio dell'attività vulcanica.
Dal 16 al 27 settembre 1957 si contarono circa 200 terremoti di intensità moderata. Il 23 settembre le acque dell'oceano nei pressi della costa di Ponte dos Capelinhos cominciarono a ribollire fino alla apparizione dei primi vapori. L'intensità degli eventi sismici crebbe fino al quarto grado della scala Mercalli poi, tre giorni dopo, cenere nera e vapori acquei emersero da due isolotti poco lontani dalla costa. Il 27 settembre, con inizio intorno alle 6:45 del mattino, un'eruzione sottomarina iniziò a circa 300 metri dalla costa. Il 5 ottobre delle nubi di argilla crebbero fino a un'altezza di 1 km e alcuni frammenti solidi iniziarono a cadere sulle abitazioni della zona, infrangendo finestre e danneggiando i tetti. Il 6 ottobre la cenere cominciò a cadere sul terreno obbligando gli abitanti all'evacuazione. Fino al 13 ottobre la fuoriuscita di gas e le esplosioni piroclastiche non terminarono, diminuendo gradualmente e venendo poi sostituite da esplosioni di lava e cenere, con fiumi di lava che scorrevano in mare. Il 10 ottobre ci si accorse che l'eruzione aveva formato una nuova isola (battezzata Ilha Nova, "Isola Nuova" in Italiano) di 600 metri di diametro e 30 metri di altezza, dotata di un cratere aperto al centro. L'isola crebbe fino al 20 ottobre raggiungendo un'altitudine di 99 metri sul livello del mare e 800 metri di diametro, ma il 30 ottobre scomparve inghiottita dal mare.
Il 4 novembre 1957 si verificò un nuovo evento vulcanico che formò una seconda isola e poi un istmo che la collegò a Faial. Le esplosioni continuarono fino al 15 dicembre, quando prese forma un secondo cono vulcanico. Il 16 novembre la pioggia di cenere cessò, sostituita da fuoriuscite di lava ed esplosioni di roccia. L'eruzione più significativa creò una colonna di detriti di 1.450 metri nell'aria che sparse nuova cenere fino a 20 km di distanza. Il 29 dicembre l'attività vulcanica cessò.
Tra gennaio e aprile del 1958 una nuova pioggia di cenere e vapori acquei colpì la zona, portando alla sparizione dei due isolotti al largo di Ponte dos Capelinhos. Durante questo periodo il nuovo cono di cenere e l'istmo divennero parte integrante dell'isola. Dal 12 al 18 maggio, 450 eventi sismici vennero registrati e il vulcano entrò in una fase stromboliana, emettendo in aria proiettili di detriti fino a 500 metri d'altezza. La fase finale durò diversi mesi: le ultime correnti di lava furono visibili il 21 di ottobre e l'ultimo proiettile di detriti venne avvistato il 24 ottobre.
L'intero fenomeno non causò vittime fra le persone, ma distrusse case, coltivazioni e terreni per l'allevamento. Grazie agli stretti rapporti tra Portogallo e Stati Uniti, il 2 settembre 1958 venne emanato l'Azorean Refugee Act dal governo americano, che consentì a 1.500 abitanti di Faial di emigrare oltre oceano facendo diminuire di quasi il 50% la popolazione della zona di Capelo.

## Turismo
Il Capelinhos è uno dei simboli di Faial: il suo faro in rovina, che giace su una delle colline del vulcano, è oggi un'apprezzata destinazione turistica.

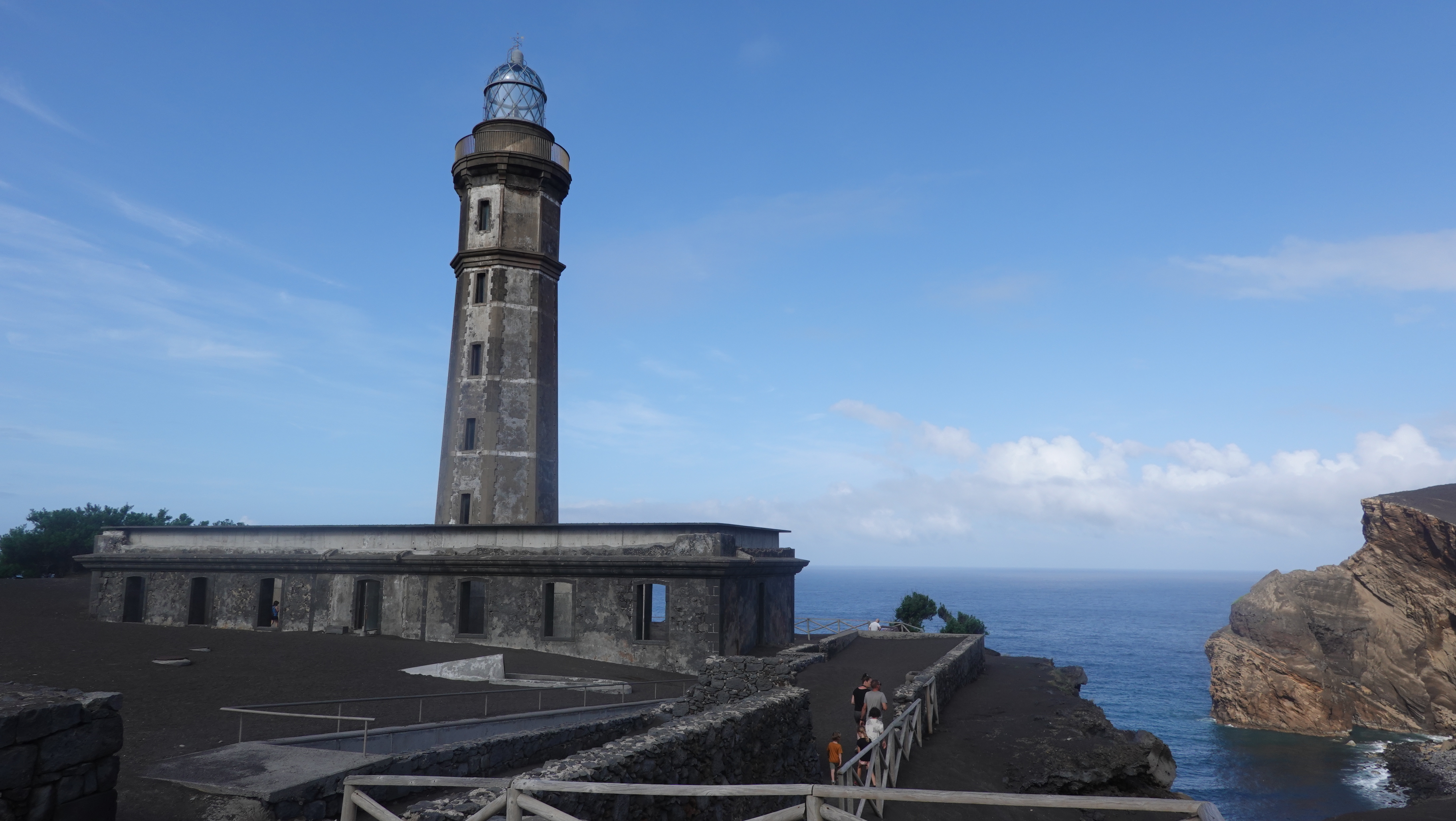
Le rovine del faro di Capelinhos.